# Vladímirovka (Primórie)
Vladímirovka (en rus: Владимировка) és un poble del krai de Primórie, a l'Extrem Orient de Rússia, que en el cens del 2010 tenia 37 habitants.